# 常平駅
常平駅（じょうへいえき）は中華人民共和国広東省東莞市常平鎮に位置する中国国鉄の駅。もともとは「東莞駅」であったが、東莞市の市街地とは約25キロ離れるため、2013年6月20日、「東莞駅」から常平駅に改名。ちなみに、2014年1月8日に新しい「東莞駅」が石龍鎮に開業した。

## 利用可能な鉄道路線
- 広深線
- 京九線
- 城際直通車

広深線では深圳駅から29分、広州駅から51分。城際直通車では香港の紅磡駅から1時間12分、広州東駅から44分。

## 駅構造
広深線のCRH型電車および在来線列車が停車する、主要駅となっている。

## 駅周辺
- 常平バスターミナル - 徒歩3分

## 隣の駅
中国国鉄
広深線
東莞駅 - 常平駅 - 樟木頭駅